# Guadua superba
Guadua superba är en gräsart som beskrevs av Huber. Guadua superba ingår i släktet Guadua och familjen gräs. Inga underarter finns listade i Catalogue of Life.